# Lervinterlöpare
Lervinterlöpare (Bradycellus csikii) är en skalbaggsart som beskrevs av Laczó 1912. Lervinterlöpare ingår i släktet Bradycellus, och familjen jordlöpare. Arten är reproducerande i Sverige.